# Michel Coroller
Michel Coroller (Bayeux, 10 maggio 1949) è un ex ciclista su strada francese.
Professionista dal 1973 al 1976, vinse una tappa al Tour de l'Avenir.

## Carriera
Tra i dilettanti vinse nel 1972 una tappa al Tour de l'Avenir e due tappe al Tour Nivernais Morvan. Passò professionista nel 1973 nella Flandria-Carpenter-Shimano. Nel 1974 partecipò al Tour de France, classificandosi novantacinquesimo. Nel 1975 passò alla Jobo-Wolber-Sablière, ritirandosi nel 1976.

## Palmarès
- 1972 (Dilettanti, tre vittorie)

3ª tappa Tour de l'Avenir (Niort > Saint-Yrieix-la-Perche)
2ª tappa Tour Nivernais Morvan
4ª tappa Tour Nivernais Morvan

## Piazzamenti

### Grandi Giri
- Tour de France

1974: 95º

### Classiche monumento
- Milano-Sanremo

1974: 26º